# Agiaria
L'Agiaria o Adzaria (in georgiano აჭარა?, Ach'ara), ufficialmente Repubblica Autonoma Agiara (in georgiano აჭარის ავტონომიური რესპუბლიკა?, Ach'aris Avt'onomiuri Resp'ublik'a) è una repubblica autonoma della Georgia, situata nella parte sud-occidentale del Paese. Confina a sud con la Turchia, mentre ad ovest si affaccia sul Mar Nero.
Nota anche come Adzaristan (in passato Acara) sotto il dominio ottomano e, successivamente, come Repubblica Socialista Sovietica Autonoma d'Agiaria come parte della RSS Georgiana sotto l'Unione Sovietica. L'Agiaria è la patria degli agiari, sottogruppo etnico dei georgiani.

## Geografia fisica
L'Agiaria si estende lungo la costa sud-orientale del Mar Nero e verso le colline boschive e le montagne interne del Caucaso Minore. Confina con la regione di Guria a nord, Samtskhe-Javakheti a est e la Turchia a sud. La maggior parte del territorio dell'Agiaria è costituito da colline o montagne, le cui vette più alte superano i 3.000 metri. Circa il 60% dell'Agiaria è ricoperto da foreste. Molte parti della catena montuosa del Meskheti (i declivi che fronteggiano l'occidente) sono coperte da foreste pluviali temperate.

### Clima
L'Agiaria è rinomata per il suo clima umido (specialmente lungo le regioni costiere) e la prolungata piovosità, sebbene vi sia bel tempo durante i mesi primaverili ed estivi. La regione riceve la più alta quantità di precipitazioni sia nella Georgia che nel Caucaso ed è anche una delle regioni temperate più umide dell'emisfero settentrionale. Non c'è territorio lungo tutta la costa agiara che non riceva almeno 2.200 mm di pioggia l'anno. Il versante che fronteggia (controvento) l'ovest dei monti Meskheti riceve annualmente oltre 4.500 mm di precipitazione. Le pianure costiere ricevono la maggior parte delle precipitazioni sotto forma di pioggia (a causa del clima subtropicale della regione). Settembre e ottobre sono di solito i mesi più umidi. La piovosità media mensile a Batumi per il mese di settembre è di 410 mm. Le zone agiare dell'entroterra sono considerevolmente più secche rispetto alle pianure e i monti costieri. L'inverno di solito porta significative nevicate nelle regioni a più elevata altitudine, dove spesso le nevicate raggiungono diversi metri. Le temperature medie estive oscillano fra i 22 e i 24 gradi Celsius nelle zone pianeggianti e 17–21 nelle zone montane. Le zone agiare più elevate hanno le temperature più basse. Le temperature medie invernali sono comprese tra i 4 e i 6 gradi lungo la costa, mentre nelle regioni interne e montane la media si aggira intorno ai -3 °C. Alcune delle montagne più alte di Agiara hanno temperature medie invernali di -8 °C.

## Storia
Anticamente parte della Colchide e dell'Iberia caucasica, l'Agiaria venne colonizzata dai Greci a partire dal V secolo a.C. Conquistata dai Romani nel II secolo d.C., fece poi parte della regione di Egrisi e venne quindi annessa al regno georgiano nel IX secolo d.C. Nel 1614 l'Agiaria fu poi conquistata dagli ottomani, sotto i quali la popolazione locale di fede cristiana sì convertì all'Islam. Dopo circa 260 anni di dominio ottomano, la regione venne annessa all'Impero russo nel 1878.
Durante la prima guerra mondiale l'Agiaria venne temporaneamente occupata dall'esercito ottomano prima e da quello britannico poi (Governatorato del Caucaso sud-occidentale), per essere quindi restituita alla Georgia nel 1920. Dopo un breve conflitto militare nel marzo del 1921, il governo di Ankara riconobbe la sovranità georgiana sulla regione in virtù dell'articolo VI del Trattato di Kars, ottenendo comunque il riconoscimento dell'autonomia delle popolazioni musulmane. Rispettando tale clausola, le autorità sovietiche crearono la Repubblica Socialista Sovietica Autonoma d'Agiaria (1921). Questo permetteva all'Agiaria di ottenere una notevole autonomia, pur continuando a far parte della Repubblica Socialista Sovietica Georgiana. Durante il periodo staliniano, la popolazione musulmana venne duramente repressa.
Con la dissoluzione dell'URSS nel 1991, l'Agiaria seguì le sorti del neonato Stato georgiano. Grazie al governo autoritario del suo presidente Aslan Abashidze l'Agiaria non fu tuttavia interessata dai violenti tumulti che scoppiarono nel resto del paese tra il 1991 e il 1993. Sebbene Abashidze sia riuscito ad evitare i disordini, facendo inoltre dell'Agiaria una delle più prospere regioni del paese, egli venne accusato di crimini contro l'umanità e di essersi legato ad alcune organizzazioni criminali per poter finanziare il suo governo. Durante la presidenza di Eduard Shevardnadze, il governo centrale di Tbilisi dimostrò a più riprese di non essere in grado di controllare la vita politica e sociale dell'Agiaria.
La vera svolta si ebbe con la Rivoluzione delle rose nel 2003, quando a Shevardnadze subentrò il leader dell'opposizione riformista Mikheil Saak'ashvili, il quale annunciò misure molto severe nei confronti dei movimenti separatisti presenti nel paese. Fu così che nella primavera del 2004, quando il governo centrale tentò di imporre il proprio controllo sull'Agiaria, una grave crisi infiammò la regione, con il rischio di degenerare in un confronto armato. Tuttavia, l'ultimatum di Saakashvili e la protesta di massa contro il governo autoritario di Abashidze convinsero quest'ultimo a ritirarsi nel maggio 2004, scegliendo l'esilio in Russia. Con la caduta di Abashidze venne approvata una nuova legge che ridefiniva le condizioni di autonomia dell'Agiaria. Tuttavia, tale legge è stata criticata da alcuni poiché sembra eliminare gran parte dei poteri della regione autonoma.
L'Agiaria è stata inoltre al centro di un acceso scontro diplomatico tra Russia e Georgia. La Russia, infatti, si rifiutava di rispettare le promesse fatte alla conferenza dell'OCSE ad Istanbul, in base alle quali Mosca si impegnava a smantellare la propria base militare a Batumi. Dopo alcuni dissapori con il governo georgiano, le autorità russe nel marzo 2005 si dissero intenzionate a dare inizio al ritiro. Fu così che nel luglio 2005 il grosso delle truppe ha abbandonato la base.

## Società

### Evoluzione demografica
Nel 2019, la popolazione della regione ammontava a 349.000 abitanti. Dal punto di vista etnico, gli agiari sono georgiani.
Dopo aver abbracciato il Cristianesimo nel IV secolo, tra il XVII e il XIX secolo gran parte della popolazione agiara si convertì all'Islam.
Conosciuti fino al 1926 come georgiani di fede musulmana, gli agiari vennero designati con il nome attuale nel censimento sovietico del 1921. In base a tale censimento si contavano circa 71.000 agiari. Nei decenni seguenti, essi vennero censiti come georgiani, dal momento che nei censimenti sovietici non si raccoglievano dati sulla religione.
Il collasso dell'URSS e l'indipendenza della Georgia hanno risvegliato l'identità agiara e con essa la fede religiosa. Molti giovani agiari sono tornati all'Islam sunnita o al Cristianesimo.
Fra le minoranze etniche, vi sono armeni, ebrei, russi e abcasi.

### Religione
Il collasso dell'Unione Sovietica e l'indipendenza della Georgia hanno accelerato la cristianizzazione della regione, specialmente tra i giovani, un processo permesso e incoraggiato dai funzionari governativi. Vi sono cospicue comunità musulmane sunnite in Agiaria, principalmente nel distretto di Khulo.
Secondo le stime del 2014 del Dipartimento di statistiche di Agiara, il 54,5% sono ortodossi cristiani e il 39,8% musulmani. I rimanenti sono cristiani armeni (0,3%), cattolici (0,04%) e di altre fedi (6%).

## Geografia antropica

### Suddivisioni amministrative
1. Città di Batumi
2. Municipalità di Keda
3. Municipalità di Kobuleti
4. Municipalità di Khelvachauri
5. Municipalità di Shuakhevi
6. Municipalità di Khulo

## Economia
Montana e boschiva, con il suo clima subtropicale, l'Agiaria possiede buona terra per la coltivazione del tè, agrumi e tabacco ed ha molte stazioni termali. Le principali coltivazioni sono quelle di tabacco, tè, agrumi e avocado; anche l'allevamento del bestiame è importante. Le industrie comprendono la confetturiera del tè, la lavorazione del tabacco, la conserviera di frutta e pesce, la raffinazione del petrolio e la cantieristica navale.
Il capoluogo regionale, Batumi, è un importante scalo commerciale per la circolazione di merci verso la Georgia, Azerbaigian e l'Armenia. Il porto di Batumi viene utilizzato per la spedizione del petrolio proveniente dal Kazakistan e Turkmenistan. La sua raffineria tratta il petrolio caspico proveniente, tramite oleodotti, dall'Azerbaigian verso il porto di Supsa e viene quindi da qui trasportato a Batumi tramite ferrovia. La capitale agiara è il centro della cantieristica navale e dell'industria manifatturiera.
L'Agiaria è il principale centro del settore del turismo costiero georgiano, dopo che la provincia nord-occidentale dell'Abcasia de facto attuò la secessione dalla Georgia nel 1993.

## Amministrazione

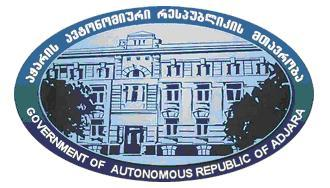
Logo del Gabinetto dei Ministri

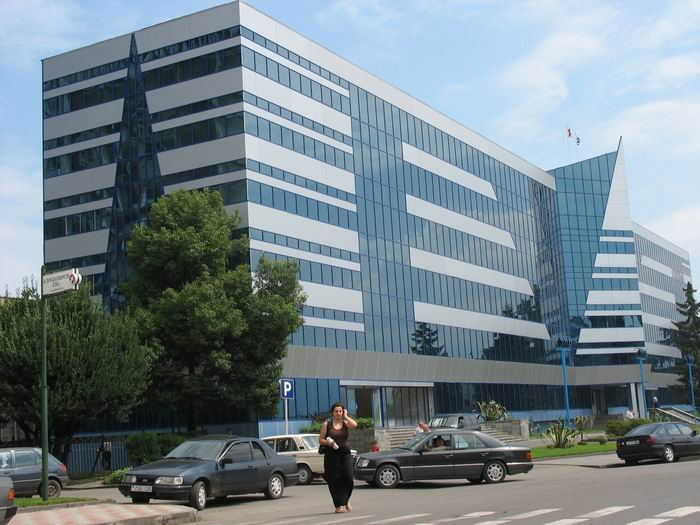
Il palazzo del governo di Agiaria a Batumi

La sede del governo della Repubblica Autonoma si trova a Batumi. Lo Stato della Repubblica Autonoma di Agiaria viene definito dalla legge georgiana sull'Agiaria e in base alla nuova costituzione regionale, adottata in seguito all'espulsione di Aslan Abashidze. Il corpo legislativo locale, Consiglio Supremo (parlamento) di Agiaria è costituito da 30 membri e viene eletto per la durata di quattro anni. Il capo del governo regionale — il Consiglio dei ministri di Agiaria — viene nominato dal Presidente della Georgia che ha anche il potere di sciogliere l'assemblea e il governo e revocare le autorità locali laddove la costituzione della Georgia risulti contravvenuta. L'attuale governo della regione è presieduto da Levan Varshalomidze.